# Farmaconomista
La denominació farmaconomista (danès: farmakonom) es refereix a expert en fàrmacs.
Els farmaconomistes és un grup professional farmacèutic entrenat en Dinamarca (incloent Groenlàndia i Illes Fèroe) amb una educació superior de tres anys. Graduat de cada any prop de 180 estudiants de farmaconomia com farmaconomistas de la Universitat Danesa de la Pràctica de la Farmàcia.

## Treball
La majoria dels farmaconomistes danesos treballa en les farmàcies comunitàries, en les farmàcies hospitalària i en els hospitalés.
Alguns farmaconomistes treballen dins de la indústria química, la indústria farmacèutica i en laboratoris mèdics o clínics.
Altres farmaconomistes ensenyen a estudiants farmacèutics i a estudiants farmaconomistes en les universitatés - tals com la Facultat de Ciències Farmacèutiques (Universitat de Copenhaguen) i la Universitat Danesa de la Pràctica de la Farmàcia.
Els farmaconomistes també treballen pel ministeri Danès de l'Interior i de Sanitat, la Direcció general Danesa de Medicaments i l'Associació Danesa de Farmacèutics Propietaris.
Alguns farmaconomistes treballen com consultors farmacèutics.

## Educació
Durant la seua educació en la Universitat Danesa de la Pràctica de la Farmàcia, el farmaconomista s'entrena en ésser anatomia, fisiologia, patologia, farmacologia, pràctica de la farmàcia, producte farmacèutic, toxicologia, farmàcia clínica, farmacoteràpia, ciències farmacèutiques, química, química farmacèutica, fisicoquímica, bioquímica, biologia, microbiologia, biologia molecular, genètica, citologia, botànica, medicina, veterinària, zoologia, recepta mèdica, llei de farmàcia, sociologia mèdica, seguretat del pacient, cura mèdica, psicologia, psiquiatria, pedagogia, comunicació, tecnologies de la informació i la comunicació, bioètica, ètiques mèdica, seguretat, adreça, organització, logística, economia, garantia de qualitat, vendas i comercialització.
L'educació superior de tres anys correspon a 180 punts de l'ECTS (Sistema Europeu de Transferència i Acumulació de Crèdits).